# 明日へのbrilliant road
「明日へのbrilliant road」（あすへのブリリアント・ロード）は、音楽ユニット・angelaの1作目のシングル。2003年5月21日にスターチャイルドから発売された。

## 概要
- angelaのデビューシングル。しかし、angelaは1999年に一度メジャーデビューした後にメジャーを離れてインディーズでの活動に転じていた経緯から、本作はangelaにとって2度目のメジャーデビュー（あるいはメジャー復帰）作品ということになる。
- テレビ東京系列放送のテレビアニメ『宇宙のステルヴィア』の主題歌シングル。オープニングテーマおよびエンディングテーマの両曲収録。
- 次作シングル「The end of the world」には、表題曲のアレンジ・バージョン「明日へのbrilliant road 〜second genesis〜」が収録されている。
- アニソン歌手、遠藤正明がカバーアルバム『ENSON』で「明日へのbrilliant road」をカバーした。
- 第8回アニメーション神戸AM神戸賞を受賞した[2]。

## 収録曲
1. 明日へのbrilliant road [4:56]
作詞：atsuko、作曲：atsuko・KATSU、編曲：KATSU
  - テレビアニメ『宇宙のステルヴィア』オープニングテーマ
2. 綺麗な夜空 [4:05]
作詞：atsuko、作曲：atsuko・KATSU、編曲：KATSU
  - テレビアニメ『宇宙のステルヴィア』エンディングテーマ
3. 明日へのbrilliant road （off vocal version）
4. 綺麗な夜空 （off vocal version）

## 収録アルバム
- 「明日へのbrilliant road」
  - オリジナルアルバム『ソラノコエ』（#2）（2003年12月3日）
  - ベスト・アルバム『TREASURE BOX』（2007年12月12日）（#1）
  - ベスト・アルバム『angela all time best 2003-2009』（ディスク1-#1）（2018年10月24日）
- 「綺麗な夜空」
  - オリジナルアルバム『ソラノコエ』（#6）（2003年12月3日）
  - ベスト・アルバム『TREASURE BOX』（2007年12月12日）（#2）
  - ベスト・アルバム『angela all time best 2003-2009』（ディスク1-#2）（2018年10月24日）